# Radio Oxígeno (Perú)
Oxígeno es una emisora de radio peruana de música contemporánea en inglés y español. Su programación se basa en música de las décadas de 1970 al 2010. Lanzada al aire el 8 de mayo de 2004. Es propiedad del Grupo RPP.

## Historia
Fue lanzado el 8 de mayo de 2004 como Oxígeno 102.1 y la primera canción en salir al aire fue Hurts so good de John Mellencamp. Su formato musical dirigido al público adulto consistía en emitir canciones de los géneros rock, pop, oldies, R&B, baladas y reggae de las décadas de 1960 a 1990, principalmente en inglés. Durante las noches se emitían temas lentos y románticos de los géneros musicales mencionados, de las décadas de 1960 a 1990. Además, dentro del programa sabatino Oxígeno Session, se emitía covers de canciones de la radio en estilos musicales como jazz, smooth jazz y bossanova. Bastó solo un mes para que la emisora sea la preferida entre los jóvenes-adultos limeños, según el estudio de sintonía presentado en febrero de 2005, siendo competencia directa de Z Rock & Pop emisora que era líder en dicho género.[cita requerida]

En 2005, Oxígeno 102.1 se catapulta como una emisora líder en su rubro, con éxitos musicales de las décadas de 1960 a 1990, en su mayoría en inglés y algunos en español. Para esa época, seguía transmitiendo los sábados al atardecer covers de sus canciones en jazz, smooth jazz y bossanova. Por otro lado, Oxígeno 102.1 se convierte en la emisora oficial de conciertos en el Perú de diversos grupos y solistas internacionales, tales como Duran Duran, Soda Stereo, Kiss, Depeche Mode, Pet Shop Boys, Oasis, Guns N' Roses, Erasure, Aerosmith, Bon Jovi, Sting, UB40, Paul McCartney, entre otros.
En julio de 2011, la radio se renueva de logo e eslogan, y deja de emitir oldies y baladas en su programación. A partir del 15 de noviembre de 2011, empieza a transmitir a nivel nacional con el nombre de Nación Oxígeno, luego de que el Grupo RPP comprara la frecuencia de Amor 90.5 para que fundara en ese mismo año La Zona 90.5 y cedieran algunas frecuencias en provincia de dicha radio.
En 2013, la estación cambia radicalmente su programación para emitir principalmente el género rock (y derivados de este) de las décadas de 1980 al 2010 y algunos estrenos exclusivos, en inglés y español; el resto de canciones de otros géneros que se emitían por la estación pasaron a segundo plano. Ese mismo año, algunos temas de rock clásico y pop de las décadas de 1970 y 1980 pasaron a emitirse únicamente en el programa "Rockademia" el cual se emitió en los fines de semana de junio de 2013 a octubre de 2014. Desde finales de julio de 2013, debido a la baja audiencia de la emisora, Oxígeno deja de centrar su programación únicamente en el rock y vuelve a emitir canciones del resto de géneros previo a 2013.
De 2014 a 2016, dentro del programa nocturno Rock and love se añadió algunas canciones románticas en español de las décadas de 1990 y 2000 de balada y pop latino.
A finales de diciembre de 2014, Radio Oxígeno después de 4 años vuelve a agregar a su programación canciones oldies, rock y pop de las décadas de 1960 y 1970. A mediados de 2015, Oxígeno agrega a la programación canciones de eurodance que inicialmente se emitía en un bloque dedicado a los años 90. Después de un corto tiempo, estas empezaron a emitirse en la programación diaria. También, a mediados de ese mismo año, se retiran esporádicamente de la programación habitual la mayoría de los oldies, rock y pop de las décadas de 1960 a 1980 para centrarlos en un programa temático, llamado Los años maravillosos del Rock & Pop que salió al aire el 5 de octubre de 2015.
En 2016, la estación comenzó a transmitir canciones de rock y pop actuales en el programa Clásicos del futuro, el cual duró hasta abril de ese año. Entre el 28 de marzo y el 16 de diciembre de 2016 se transmitía de lunes a viernes 1 hora de rock y pop peruano via el programa Radio BBVA. En ese mismo año, regresan progresivamente a la programación habitual canciones de rock, pop y oldies de las décadas de 1960 a 1980 hasta septiembre de 2017. Además entre agosto de 2016 y septiembre de 2017, Oxígeno pasó a emitir durante las mañanas solamente rock, pop y oldies de las décadas de 1960 a 1980.
En septiembre de 2017, la emisora retira al eurodance de la programación.
En octubre de 2018, estrena varios bloques como Oxígeno noticias (informativo), Oxígeno ecológico, Tecnología en Oxígeno, Clásico, Futuro clásico (canciones de fines de los años 2000 y comienzos de los 2010), y Clásicos en vivo (canciones en concierto). Sin embargo, en noviembre de 2018, la estación retiró progresivamente los programas.
En abril de 2019, la emisora agregó nuevamente canciones de oldies, rock y pop de las décadas de 1970 y 1980 a la programación, los cuales eran programados en la madrugada, mayormente entre las 12:00 a.m. y las 6:00 a.m.. Fueron retiradas a mediados del mismo año.
En 2020, la radio pasó a enfocarse en emitir canciones en inglés y español de la década de 1990.
En 2021 volvió a enfocarse a canciones de los 80, agregaron eurodance (conocido como techno) y algunas canciones de los 70's en inglés como música disco, rock, etc.
En enero de 2022, la emisora estrenó un programa de eurodance y rock en español llamado Eurorockas los sábados por la mañana.

### Radio Oxígeno Classics
El 1 de febrero de 2024, Oxígeno lanza su radio hermana Radio Oxígeno Classics de oldies en inglés de los 60's, 70's y 80's. Se emite en los 1470 AM y en el app Audioplayer. Sin embargo, el 16 de noviembre del mismo año desapareció por falta de audiencia. Sin embargo el 6 de enero de 2025, Oxígeno Classics vuelve pero como un programa de lunes a viernes de 4 a 6 de la mañana, en Radio Oxígeno.

## Eslóganes
- 2004 - 2005: La música que llevas dentro
- 2005 - 2011: Lo mejor de los 80's
- 2011 - 2012: Siempre lo mejor
- 2012: Lo mejor de los 80's y 90's en inglés y en español
- 2013: Llena tu vida de Rock
- 2013 - 2015: Solo buena música
- 2014: 10 años, con lo mejor del rock & pop (aniversario)
- 2015 - 2020: Clásicos del Rock & Pop
- 2016: 12 años con los mejores clásicos del Rock & Pop (aniversario)
- 2017: 13 años con tus clásicos del Rock & Pop (aniversario)
- 2018: La número 1 (aniversario)
- 2019: 15 años tocando tus clásicos del Rock & Pop (aniversario)
- Desde 2020: Respiramos buena música
- 2020: 16 años respirando buena música (aniversario)
- 2021: 17 años respirando buena música (aniversario)
- 2022: 18 años respirando buena música (aniversario)
- 2023: 19 años respirando buena música (aniversario)
- 2024: 20 años, Larga vida al rock & pop (aniversario)
- 2025: 21 años respirando buena música (aniversario)

## Frecuencias

### Actuales
- Andahuaylas - 97.7 FM
- Arequipa - 93.5 FM
- Asia - 91.5 FM
- Cajamarca - 105.1 FM
- Chiclayo - 94.1 FM
- Cusco - 89.3 FM
- Huancayo - 94.3 FM
- Ica - 101.3 FM
- Juliaca - 93.3 FM
- Lima - 102.1 FM
- Piura - 96.1 FM
- Pucallpa - 101.9 FM
- Tacna - 102.1 FM
- Trujillo - 98.3 FM
- Urubamba - 93.5 FM

### Anteriores
- Arequipa - 90.3 FM (anteriormente fue reemplazada por Radio Corazón, actualmente  fue reemplazada por Radio MegaMix del Grupo RPP)
- Asia - 105.1 FM (Radio Oxígeno Asia 105.1 FM, extinta radio que era exclusiva para el distrito de Asia) (fue reemplazada por Radio La Zona del Grupo RPP)
- Bambamarca - 93.3 FM (anteriormente fue reemplazada por RPP Noticias, actualmente fue reemplazada por Radio La Zona del Grupo RPP)
- Huancavelica - 97.9 FM (anteriormente fue reemplazada por Radio Felicidad, actualmente  fue reemplazada por Radio La Zona del Grupo RPP)
- Ica - 92.5 FM
- Ica - 89.5 FM
- Ilo - 107.7 FM (fue reemplazada por Radio La Zona del Grupo RPP)
- Majes - 100.1 FM (fue reemplazada por Radio Corazón del Grupo RPP)
- Tingo Maria  - 106.9 FM (anteriormente fue reemplazada por Radio Felicidad, actualmente  fue reemplazada por Radio MegaMix del Grupo RPP)